# Steuerrecht (Russland)
Das Fundament des russischen Steuerrechts bildet der Steuerkodex der Russischen Föderation (Налоговый Кодекс Российской Федерации). Der erste Teil, in Kraft getreten am 1. Januar 1999, regelt die allgemeinen Prinzipien der Steuererhebung. Der zweite Teil, in Kraft getreten am 1. Januar 2001, regelt die konkreten Steuersätze und den Modus der Bezahlung.

## Geschichtliche Entwicklung

### Die 1990er Jahre
Vor Inkrafttreten des neuen Steuerkodex war das russische Steuersystem sowohl inhaltlich als auch regional Stückwerk. Die Steuererhebung beruhte im Wesentlichen auf Gesetzen aus den letzten Jahren der Sowjetunion, konkrete Steuersätze wurden in der Regel von regionalen Behörden festgelegt. Dies wurde zum Teil für exzessive Steuererhebungen, aber auch zur Schaffung von Steueroasen genutzt.

### Der Steuerkodex
Der erste Entwurf für den Steuerkodex wurde der russischen Duma im Januar 1996 vorgelegt. Starker Widerstand in der Duma führte allerdings immer wieder zu Verzögerungen, so dass die endgültige Verabschiedung einer neuen Version des ersten Teils des Gesetzes erst im Zuge eines Antikrisenpaketes im Juli 1998 gelang. Das Gesetz trat zum 1. Januar 1999 in Kraft. Wichtigste Neuerung war die Zentralisierung der Steuererhebung. Die Vereinheitlichung der Steuersätze erfolgte allerdings erst im Rahmen des zweiten Teiles des Steuerkodexes, der im August 2000 verabschiedet wurde und am 1. Januar 2001 in Kraft trat. Der zweite Teil beinhaltete die Umstellung auf ein Flat-Tax-System mit einer pauschalen Einkommensteuer von 13 % und Sozialabgaben von maximal 35,6 %. Wichtige weitere Überarbeitungen des Steuerkodex beinhalteten die Reduzierung des Gewinnsteuersatzes auf 24 % zum 1. Januar 2002, die Reduzierung des Mehrwertsteuersatzes auf 18 % zum 1. Januar 2004 und die Reduzierung der Sozialabgaben auf maximal 26 % zum 1. Januar 2005.

### Neuerungen 2009
Als Reaktion auf die Finanzkrise hat Ministerpräsident Wladimir Putin im November eine Reihe von Steuererleichterungen verkündet, die zum 1. Januar 2009 in Kraft getreten sind. Insbesondere wurde die Gewinnsteuer von 24 % auf 20 % gesenkt. Die sofort realisierbare steuerliche Abschreibung für gewisse Kapitalinvestitionen wurde von 10 % auf 30 % erhöht.

## Steuerarten
Die Kategorisierung der Steuern als Föderal, Regional und Lokal erfolgt auf Basis der niedrigsten Instanz, die Entscheidungen bezüglich des Steuersatzes vornehmen kann. Unabhängig hiervon ist die Aufteilung der Einnahmen.

### Föderale Steuern
| Mehrwertsteuer                                        | Die Mehrwertsteuer auf die meisten Waren beträgt ab 1. Januar 2019 20 % (bis 31. Dezember 2018: 18 %). Für ausgewählte Warengruppen (insbesondere diverse Kategorien von Lebensmitteln sowie Kinderbedarf) gilt ein reduzierter Satz von 10 %. Ganz ausgenommen von der Mehrwertsteuer ist eine Reihe von Produktgruppen von sozialer Bedeutung, darunter Pharmaprodukte. Der Export von Waren unterliegt dem Null-Steuersatz |
| Akzisen                                               | Akzisen werden erhoben auf Alkohol- und Tabakprodukte sowie Benzin, Diesel und PKW mit einer Motorisierung von über 90 PS. Insgesamt gibt es 22 verschiedene Steuersätze. So werden auf Filterzigaretten mindestens 150 Rubel plus 6 % des Marktwertes pro 1000 Stück erhoben, auf PKW mit mehr als 150 PS, 214 Rubel pro PS. Auf Benzin mit mehr als 80 Oktan 3629 Rubel pro Tonne. Auf Bier mit maximal 8,6 % Alkoholgehalt fallen 3 Rubel pro Liter an. |
| Einkommensteuer                                       | Die Einkommensteuer auf Gehalt beträgt für Steuerresidenten pauschal 13 % und für Nicht-Residenten 30 %. Die Steuer auf Gehälter und Löhne ist vom Arbeitgeber einzubehalten und am Tag der Gehaltsauszahlung an die Steuerbehörden zu entrichten. Die Steuern werden am Ort der Registrierung des Arbeitgebers und nicht am Wohnort des Arbeitnehmers entrichtet. Selbstständige, Unternehmer, Bezieher weiterer Einkommensformen und Verkäufer von Vermögenswerten müssen eine eigene Steuererklärung einreichen. |
| Sozialversicherungsteuer                              | Das neue Gesetz zur Sozialabgabe in der Russischen Föderation schafft die bisherige regressive Staffelung der Belastung der Gehälter ab und führt eine Flatrate ein. Demnach sind Unternehmen dazu verpflichtet Sozialabgaben bei Löhnen bis 415.000 Rubel zu entrichten, alle Beträge die über dieser Summe liegen sind von der Sozialabgabe befreit. Die Regierung Russlands kann diese Gehaltsstufe ab dem 1. Januar 2011 im Falle steigender Durchschnittslöhne anpassen. Der einheitliche Prozentsatz liegt ab dem 1. Januar 2010 bei 26 %, ab 2011 sind 34 % vorgesehen. Die Sozialabgaben werden folgendermaßen aufgeteilt: Übergangsraten für das Jahr 2010: 20 % in den Rentenfonds, 2,9 % in den Sozialversicherungsfonds, 1,1 % in den Föderationsfonds für Krankenversicherung und 2 % in den Regionalfonds für Krankenversicherung. Prozentsätze ab 2011: 26 % in den Rentenfonds, 2,9 % in den Sozialversicherungsfonds, 2,1 % in den Föderationsfonds für Krankenversicherung und 3 % in den Regionalfonds für Krankenversicherung |
| Gewinnsteuer                                          | Die Gewinnsteuer beträgt einheitlich 20 %. Sie gilt für alle russischen und ausländischen Unternehmen, die als Steuerinländer zählen, und wird auf die Differenz zwischen Einnahmen und Ausgaben berechnet. |
| Steuer auf Rohstoffgewinnung                          | Für die meisten Rohstoffe werden die Steuern als Prozentsatz auf den Marktwert der extrahierten Menge erhoben. Der Steuersatz variiert je nach Rohstoff zwischen 0 und 17,5 %. Andere Regelungen gelten für Öl und Gas. Der Steuersatz für Gas beträgt pauschal 147 Rubel pro Tausend Kubikmeter. Die Steuer auf Ölgewinnung variiert in Abhängigkeit vom Marktpreis und den Charakteristika der jeweiligen Ölfelder. Sie kann zwischen 1000 und 13800 Rubel pro Tonne betragen. |
| Wassersteuer                                          | Die Wassersteuer betrifft alle Nutzer von öffentlichen Gewässern zur Wasserentnahme, als Transportweg oder zur Erzeugung von Wasserkraft. Die Gebühren variieren sehr stark. Beispielsweise betragen sie für die Wasserentnahme aus Flüssen je nach Fluss und Region zwischen 246 und 654 Rubel, für Meerwasser zwischen 4,44 und 14,88 Rubel pro Tausend Kubikmeter. |
| Steuer auf die Nutzung von Tier- und Wasserressourcen | Inhaber einer staatlichen Lizenz zum Jagen oder Fischen entrichten pauschale Gebühren pro Tier bzw. pro Kilogramm Fisch. Beispielsweise fallen für einen Bären 3000, für einen Fasan 20 Rubel Gebühren an. |
| Staatliche Gebühren                                   | Die Staatliche Gebührenordnung regeln alle Gebühren für Anliegen in Bezug auf staatliche Organe, insbesondere gerichtliche und Meldeangelegenheiten |

### Regionale Steuern
| Transportsteuer                 | Die Transportsteuer fällt auf Land-, Wasser- und Luftfahrzeuge an. Die Steuer richtet sich in der Regel nach Motorkraft, für die meisten Fahrzeuge steigt auch der Steuersatz selber stufenweise mit zunehmender Motorkraft.                                                                                                |
| Vermögensteuer für Unternehmen  | Die Vermögensteuer wird auf das Netto-Anlagevermögen (d. h. abzüglich Abschreibungen) erhoben. Laut Kodex kann die Steuer maximal 2,2 % betragen. Der Steuersatz variiert, da er regional festgelegt wird. |
| Steuer auf Glücksspielgeschäfte | Die Steuer auf Glücksspielgeschäfte wird als Pauschale je Spielautomat bzw. Spieltisch erhoben. Der Steuerkodex gibt sowohl ein Maximum als auch ein Minimum vor. Nach aktueller Planung werden Geschäfte mit Glücksspielen in Russland allerdings zum 1. Juni 2009 bis auf vier speziell ausgewiesene Spielzonen verboten. |

### Lokale Steuern
| Grundsteuer | Die Grundsteuer wird auf Grundbesitz erhoben und von den lokalen Behörden festgesetzt. Allerdings darf der lokale Steuersatz maximal 1,5 % (für besondere Ausnahmen 0,3 %) des Grundstückswertes betragen. |